# Чиреево
Чире́ево (тат. Чирү) — село в Апастовском районе Республики Татарстан, в составе Деушевского сельского поселения.

## Этимология названия
Топоним произошёл от татарского слова «чирү» (войско; стадо, стая, рой).

## География
Деревня находится на реке Була, в 17 км к западу от районного центра, посёлка городского типа Апастово.

## История
Деревня основана во второй половине XVII века.
В XVIII – первой половине XIX веков жители относились к категории государственных крестьян. Основные занятия жителей в этот период – земледелие и скотоводство.
В «Списке населенных мест по сведениям 1859 года», изданном в 1866 году, населённый пункт упомянут как казённая деревня Чиреева 2-го стана Тетюшского уезда Казанской губернии. Располагались при речке Большой Буле, по левую сторону почтового тракта из Казани в Симбирск, в 42 верстах от уездного города Тетюши и в 9 верстах от становой квартиры во владельческом селе Знаменское (Чипчаги). В деревне в 46  дворах жили 250 человек (129 мужчин и 121 женщина). Была мечеть.
В начале XX века в деревне функционировали мечеть, медресе, водяная мельница, мелочная лавка. В этот период земельный надел сельской общины составлял 519 десятин.
С 1931 года деревня входила в сельхозартель имени Нариманова.
До 1920 года деревня входила в Средне-Балтаевскую волость Тетюшского уезда Казанской губернии. С 1920 года в составе Тетюшского, с 1927 года – Буинского кантонов ТАССР. С 10 августа 1930 года в Апастовском, с 1 февраля 1963 года в Буинском, с 4 марта 1964 года в Апастовском районах.

## Население
| 1782 | 1859 | 1897 | 1908 | 1920 | 1926 | 1938 | 1949 | 1958 | 1970 | 1979 | 1989 | 2002 | 2010 | 2015 |
| ---- | ---- | ---- | ---- | ---- | ---- | ---- | ---- | ---- | ---- | ---- | ---- | ---- | ---- | ---- |
| 48   | 250  | 390  | 519  | 519  | 391  | 294  | 251  | 215  | 179  | 140  | 67   | 59   | 34   | 28   |

Национальный состав села: татары.

## Экономика
Жители работают преимущественно в сельскохозяйственном предприятии «Свияга», занимаются полеводством.

## Объекты культуры
В селе действует сельский клуб.